# Laurence Rossignol
Pour les articles homonymes, voir Rossignol (homonymie).
Laurence Rossignol, née le 22 décembre 1957 à La Garenne-Colombes, est une femme politique française et militante féministe. Depuis septembre 2023, elle est sénatrice du Val-de-Marne.
Elle est membre du Parti socialiste depuis 1981, et en a été secrétaire nationale chargée de l'environnement et porte-parole. Elle est vice-présidente du conseil régional de Picardie de 2004 à 2013. Elle est élue sénatrice de l'Oise en 2011 et réélue en 2017.
En 2014, elle est nommée au gouvernement Valls secrétaire d'État chargée de la Famille et des Personnes âgées puis, en 2016, ministre des Familles, de l'Enfance et des Droits des femmes. Elle redevient ensuite sénatrice de l'Oise jusqu'en 2023.

## Biographie

### Engagement lycéen et estudiantin
Laurence Rossignol est la fille d'un cadre et d'une infirmière. Elle est mère de famille.
Elle s'engage en politique en 1973, alors qu’elle est encore collégienne, en participant au mouvement contre la loi Debré sur le service militaire. Par la suite, elle participe à d’autres mobilisations comme le mouvement contre la réforme Saunier-Seité en 1976. Les contacts qu’elle prend lors de ces activités militantes la conduisent alors à adhérer à la Ligue communiste révolutionnaire (LCR) dont elle intégrera le Comité central.[citation nécessaire]
En 1976, elle obtient son bac et poursuit ses études à l'université de Dijon. Elle y passe sa licence de droit avant de s'inscrire à l’université Paris-I-Panthéon-Sorbonne où elle obtient un DEA de droit. Elle adhère au Mouvement d'action syndicale (MAS). En 1980, l’ensemble de la gauche syndicale non communiste décide de s’unir dans une organisation commune, l’UNEF-ID. Le MAS participe donc au mouvement. Mais la direction de ce syndicat n’ayant pu s’entendre avec la direction de l’UNEF-US, elle forme une tendance d’opposition appelée « Tendance luttes étudiantes action syndicale ». Laurence Rossignol participe alors à l’animation de celle-ci.[citation nécessaire]
À l’automne 1981, Laurence Rossignol quitte la LCR pour le Parti socialiste. À l’UNEF-ID, aux côtés de Julien Dray, cela se traduit par leur passage à la Tendance Plus où les nouveaux venus sont intégrés parmi le cercle des dirigeants.

### Parcours professionnel
Laurence Rossignol travaille comme journaliste juridique à La Vie ouvrière, le journal de la CGT, avant d'intégrer les cabinets socialistes. En 1983, elle est chargée par Pierre Joxe président du groupe socialiste à l’Assemblée nationale de suivre les questions législatives à caractère social.
En 1988, elle occupe successivement les postes de chargée de mission et de cheffe de cabinet auprès de Laurent Fabius, président de l’Assemblée nationale. Puis elle intègre, en 1991, le cabinet de Frédérique Bredin, ministre de la Jeunesse et des Sports, comme conseillère technique chargée des Relations avec le Parlement.
En 1993, elle devient chargée d’étude à temps partiel à la Mutuelle nationale des étudiants de France (MNEF), devenue La Mutuelle des étudiants (LMDE), dont elle percevra une rémunération de 1100 euros pendant dix-huit ans pour 2 jours de travail par semaine. Sans parler ouvertement d’emploi bidon, Que choisir, s’interroge : « Si Mme Rossignol a vraiment été au service de la santé des étudiants ». À ce titre, elle est impliquée dans l'affaire de la MNEF,,,,.
Entre 1999 et 2004, elle siège au Conseil économique et social.

### Parcours politique
Laurence Rossignol est candidate à la députation pour une première fois dans la cinquième circonscription de l'Oise en 1997. Elle échoue de peu face au député sortant Lucien Degauchy. Elle se représente à nouveau en 2002 et en 2007 mais échoue à nouveau. Elle ne se représente pas en 2012, étant devenue l'année précédente sénatrice de l'Oise. En 2014, elle entre au gouvernement comme secrétaire d'État chargée de la Famille, des Personnes âgées et de l'Autonomie ; en 2015 son portefeuille est élargi à l'Enfance. En 2016, elle est nommée ministre des Familles, de l'Enfance et des Droits des femmes. Réélue sénatrice en 2017, elle devient vice-présidente socialiste du Sénat en 2020.

#### Sénatrice
Candidate aux élections sénatoriales du 25 septembre 2011, en deuxième position sur la liste d'union de la gauche menée par Yves Rome, elle est élue sénatrice de l'Oise à l'occasion de ce scrutin. Elle est désignée en novembre 2011 présidente du groupe de travail « négociations internationales – Climat Environnement » créé par la commission de l’économie, du développement durable et de l’aménagement du territoire du Sénat.
À l'automne 2012, elle présente au Sénat le rapport sur le projet de loi sur la participation des citoyens aux décisions sur l'environnement puis le rapport sur le projet de loi sur le marché carbone européen.
Membre du Groupe Socialiste et apparentés, Laurence Rossignol est membre de la commission du développement durable, des infrastructures, de l'équipement et de l'aménagement du territoire de 2011 à 2012, elle en devient vice-présidente en 2014. Elle est également membre de la commission sénatoriale pour le contrôle de l'application des lois et de la délégation aux droits des femmes et à l'égalité des chances. Lors des débats qui ont lieu sur l'IVG en 2014, elle fait adopter un amendement élargissant le délit d'entrave à l'avortement. Concernant la prostitution, elle a défendu la position abolitionniste.
En 2017, elle est candidate à la présidence du groupe socialiste au Sénat, face à Martial Bourquin et à Didier Guillaume, président sortant. Ce dernier est finalement réélu avec deux voix d'avance.
Réélue sénatrice de l'Oise en 2017, elle est depuis membre de la commission des Affaires sociales du Sénat et membre de la délégation aux droits des femmes et à l'égalité des chances entre les hommes et les femmes, dont elle a été vice-présidente entre 2018 et 2020, et de nouveau depuis 2023. 
Entre octobre 2020 et octobre 2023, elle était vice-présidente du Sénat, chargée de la transition écologique et numérique de l'institution.
Éliminée par les militants PS de son département en vue des élections sénatoriales de 2023, Laurence Rossignol est « parachutée » par le Parti socialiste pour ce scrutin dans le Val-de-Marne, où elle occupe la deuxième place sur la liste conduite par le communiste Pascal Savoldelli, sur fond de division à gauche.

#### Autres fonctions
- Membre puis vice-présidente de la commission d'enquête sur l'utilisation du réseau social TikTok, son exploitation des données, sa stratégie d'influence (Sénat - 2023)
- Rapporteure du rapport d'information de la délégation aux droits des femmes du Sénat relatifs aux pratiques de l'industrie pornographique : Porno : l'enfer du décor (Sénat - 2022)
- Membre de la commission spéciale sur le projet de loi relatif à la bioéthique ; elle y défend notamment la PMA pour toutes les femmes (Sénat - 2019 - 2021)
- Vice-présidente de la mission d'information sur la réinsertion des mineurs enfermés (Sénat - 2018)
- Rapporteuse de la Commission spéciale sur la lutte contre le système prostitutionnel (Sénat - 2014)[17]
- Membre de la Commission d'enquête sur le rôle des banques et acteurs financiers dans l'évasion des ressources financières en ses conséquences fiscales et sur les équilibres économiques ainsi que sur l'efficacité du dispositif législatif, juridique et administratif destiné à la combattre (Sénat - 2013)
- Membre de la mission commune d'information portant sur les pesticides et leur impact sur l'environnement (Sénat - 2012)
- Membre titulaire du Comité du développement durable et du Grenelle de l'environnement de 2011 à 2022
- Membre de la Commission nationale du débat public
- Vice-présidente de Globe International. Globe International est une coalition de parlements nationaux qui favorise la mise en œuvre de politiques nationales pour la lutte et l’adaptation au changement climatique, en vue de faciliter la coopération internationale en la matière. Élue vice-présidente chargée de la politique au Sommet de Globe du 27-28 février à Washington, Laurence Rossignol participe avec les députés, Jean-Paul Chanteguet, et Sophie Errante, aux travaux de l’organisation afin de faire le lien entre la politique française et la coopération internationale sur le climat[réf. nécessaire].

#### Au gouvernement
Le 9 avril 2014, elle est nommée secrétaire d'État, chargée de la Famille, des Personnes âgées et de l'Autonomie, auprès de Marisol Touraine dans le gouvernement Valls I. Elle succède à Dominique Bertinotti (famille) et Michèle Delaunay (personnes âgées). Par un décret du 17 juin 2015, elle est à nouveau nommée secrétaire d'État, avec une attribution supplémentaire, cette fois-ci chargée de la Famille, de l'Enfance, des Personnes âgées et de l'Autonomie.
Elle porte la réforme de l'autonomie, plusieurs fois reportée depuis son annonce, début 2013.
En 2015, elle soutient et défend au nom du gouvernement les controversés « tests osseux » sur les mineurs étrangers pour déterminer leur âge et, selon le résultat, pour savoir s'ils doivent être pris en charge par l'Aide sociale à l'enfance ou au contraire en être exclus voire quitter le territoire français. Cette mesure suscite alors de vives critiques à gauche.
Lors de l'élection régionale de 2015 en Nord-Pas-de-Calais-Picardie, elle figure en deuxième place de la liste socialiste de l'Oise.
Le 11 février 2016, elle devient ministre de la Famille, de l'Enfance et des Droits des femmes (titre rectifié le 3 mars en « ministre des Familles, de l'Enfance et des Droits des femmes ») dans le gouvernement Valls II.
Elle compare, le 30 mars 2016 sur RMC, les femmes musulmanes choisissant de porter le voile aux « nègres américains qui étaient pour l’esclavage », affirme les « affronter sur le plan des idées » et déclare « qu'il y a des femmes qui veulent l’imposer à tout le monde parce qu’elles en font une règle publique. ». Saisi par le CRAN, le Conseil supérieur de l'audiovisuel considère que l'intervieweur, Jean-Jacques Bourdin, n'a pas « maîtrisé » l'antenne, et demande aux responsables de RMC « d’éviter à l’avenir qu’une telle situation ne se reproduise ». L'universitaire Laurent Bouvet estime que la comparaison relève de « la problématique classique de ce que l'on appelle la servitude volontaire », et bien qu'il juge l'usage du terme nègre « maladroit », il dénonce un « contexte d'hystérisation du moindre propos politique non conforme à une sorte de vocabulaire obligatoire et validé par on ne sait quelle académie de la bonne pensée et de la bonne conscience. » 
En août 2016, elle déclare voir dans le port du burkini un « projet politique archaïque », tout en critiquant le discours de l'extrême droite sur la question.
En septembre 2016, elle propose de créer un « délit d'entrave numérique à l'IVG » afin d'interdire les sites internet des opposants à l'avortement,. L'amendement est écarté par le Sénat. Elle est finalement adoptée sous forme de loi en décembre 2016.
Le 23 novembre 2016, elle présente un nouveau plan de lutte contre toutes les violences faites aux femmes (350 places de plus d'hébergement et formation des professionnels médicaux et juridiques rencontrant les femmes battues), doté d’un budget en augmentation (125 millions d'euros au total).
Elle soutient Manuel Valls pour la primaire citoyenne de 2017.
Le 20 janvier 2017, elle lance l'Agence de recouvrement des impayés de pensions alimentaires (Aripa), afin de faciliter les saisies sur salaires ou sur les comptes bancaires des mauvais payeurs. Cette agence permet également, dans le cas où l'un des conjoints était victime de violences de la part de l'autre, de faire écran pour que le versement soit fait sans que sa nouvelle adresse soit communiquée.

## Engagements

### Au Parti socialiste
En 1981, à leur arrivée au Parti socialiste, Julien Dray, Laurence Rossignol et les autres anciens de la Ligue communiste révolutionnaire (LCR) s'organisent dans une tendance nommée « Questions socialistes », qui, par la suite, grâce à leurs rapprochements avec Jean-Luc Mélenchon et Marie-Noëlle Lienemann, devient la Nouvelle École socialiste puis la Gauche socialiste.
Le développement de la Gauche socialiste dont Laurence Rossignol est l'une des dirigeantes et porte-parole la conduit à entrer, en 1993, au conseil national (« parlement » du PS) et au secrétariat national où elle est chargée de la problématique de la ville. À partir de cette date, elle est régulièrement investie de responsabilités au secrétariat national : en 1994 ce sont les problèmes de [toxicomanie], en 2004 le transport, en 2006 et jusqu’à 2008, les droits des femmes. Elle est depuis 2008, secrétaire nationale du Parti socialiste chargée de l'Environnement.
En 2002, lors de l'éclatement de la Gauche socialiste, Laurence Rossignol intègre la motion majoritaire (dite motion A)]. Mais elle s’éloigne de Julien Dray à l'occasion du référendum sur la constitution européenne en soutenant le camp du non et rejoint le courant de Laurent Fabius qu'elle soutient lors des primaires du PS de 2006.
Secrétaire nationale du Parti socialiste chargée des droits des femmes et de la parité, elle défend avec succès le fait que le PS se définisse comme féministe dans sa Déclaration de Principes adoptée début 2008.
Après la défaite de Ségolène Royal à l'élection présidentielle de 2007, elle lance avec Adeline Hazan, et Pervenche Berès un appel en faveur de la candidature de Martine Aubry intitulé « Une autre femme est possible ». Au congrès de Reims, elle soutient la motion conduite par Martine Aubry et devient en décembre 2008 secrétaire nationale à l'environnement.
À cette fonction elle défend l'idée que la social-écologie est un thème re-fondateur pour un Parti socialiste moderne. Après la catastrophe nucléaire de Fukushima elle est très active pour engager le Parti socialiste sur la voie de la sortie du nucléaire. Lors des Primaires socialistes d'octobre 2011 elle est chargée des questions d'environnement auprès de Martine Aubry dont elle soutient la candidature.
Après l'élection de François Hollande à la présidence de la République, elle fonde avec plusieurs parlementaires dont Christian Paul et Pervenche Berès la « Gauche Durable », groupe d'une vingtaine de parlementaires qui prônent un nouvel modèle de développement fondé sur la transition écologique, la révolution numérique, l'égalité des territoires et de nouveaux processus démocratiques.
Elle est également porte-parole du Parti socialiste à partir du 27 mars 2013.
Le 8 juillet 2017, elle intègre la direction collégiale du PS.
Elle soutient Arnaud Montebourg, candidat à l'élection présidentielle de 2022.

### Élue de Picardie
Laurence Rossignol est implantée à Compiègne à partir de 1997. Dans un territoire électoralement très favorable à la droite, Laurence Rossignol s'enracine et mène des combats électoraux difficiles. Elle se présente à trois reprises (1997, 2002 et 2007) aux élections législatives dans la cinquième circonscription de l'Oise (Compiègne-Sud), contre Lucien Degauchy député UMP et conduit la liste du Parti socialiste aux élections municipales de Compiègne en 2001 et 2008 contre Philippe Marini, sénateur-maire de Compiègne, à chaque fois battue au premier tour très largement. Elle est élue conseillère municipale d’opposition en 2001, poste auquel elle renonce en 2011, en application de la loi limitant le cumul des mandats.
Un an après son arrivée dans cette ville, en 1998, Laurence Rossignol est élue au conseil régional de Picardie. Et, lorsqu’en 2004 la gauche remporte les élections régionales, Laurence Rossignol est élue vice-présidente chargée de la vie associative, de la jeunesse et de l'économie sociale.

### Engagements féministes et associatifs
Dans les années 1970, Laurence Rossignol s'engage dans le combat féministe. On la retrouve parmi les « pétroleuses » du MLF. Elle milite pour la cause des femmes et, notamment, pour le droit à l'Interruption volontaire de grossesse (IVG). Tout au long de sa carrière politique, elle restera marquée par ce combat. Elle participe à de nombreuses commissions consacrées au droit des femmes, notamment au secrétariat du Parti socialiste.
Elle participe aussi au débat public, comme en 2005, lorsqu’à l’occasion du congrès du Mans du PS elle dépose avec d’autres femmes un texte volontairement provocateur intitulé « La Femme, le fou et le colonisé ». Dans ce texte, elle développe l’idée que les femmes, comme les descendants de colonisés, sont toujours victimes des stéréotypes véhiculés par les anciennes générations (colonisateur dans un cas, machistes dans l’autre). Elle égratigne également son propre parti.
En 1984, elle participe à la fondation de SOS Racisme.
Laurence Rossignol, dans une tribune publiée le 6 avril 2012 sur le site Mediapart, a défendu la position de Najat Vallaud-Belkacem favorable à l'« abolition de la prostitution ». Elle s'exprime régulièrement publiquement sur le sujet et défend vigoureusement la pénalisation des clients de la prostitution, votée en 2016,.
Elle s'oppose également à la pornographie. En 2022, elle préside une commission de sénatrices qui, à l'issue de nombreuses auditions, rend un rapport très négatif sur cette industrie.
En mars 2020 pendant l'épidémie de Covid-19 en France, elle interpelle à plusieurs reprises le ministre de la Santé Olivier Véran sur les conditions d'accès des femmes à l'interruption volontaire de grossesse pendant le confinement. Elle soutient ensuite un manifeste publié dans le journal Le Monde à l’initiative de trois médecins (Philippe Faucher, Maud Gelly et Ghada Hatem-Gantzer) demandant l'assouplissement de la réglementation sur l'IVG pour permettre aux femmes d'avorter à domicile jusqu'à neuf semaines d'aménorrhée, par méthode médicamenteuse, et jusqu'à seize semaines d’aménorrhée par méthode instrumentale. Ce manifeste signé par près de 300 médecins et soutenus par près de 3000 personnes dont de nombreuses personnalités du monde politique et culturel aboutit à la mise en place de l'IVG médicamenteuse à domicile et en ville jusqu'à neuf semaines, avec la possibilité de consultations par télémédecine.
Elle appuie également le mouvement #MeToo, notamment dans la sphère politique, fin 2021.
En mars 2024, le travail qu'elle mène avec les députées Mathilde Panot et Aurore Bergé et la sénatrice Mélanie Vogel aboutit à l'inscription dans la Constitution de « la liberté garantie à la femme d’avoir recours à une interruption volontaire de grossesse »,,.

## Polémiques

### Voile et le mot «nègre»
En 2016, alors ministre des Familles, de l’Enfance et des Droits des femmes, Laurence Rossignol fait un parallèle entre les femmes musulmanes qui choisissent de porter le voile et les esclaves noirs américains « qui étaient pour l'esclavage », employant le mot « nègre », ce qu'elle qualifie ensuite de « faute de langage ».

### Accusations de transphobie
Laurence Rossignol a déclaré que « le changement de logiciel pour réexaminer le féminisme à travers la transsexualité n’aboutit qu’à invisibiliser les femmes ». Ses déclarations ont déclenché une polémique en 2020 et elle est soutenue par des féministes matérialistes et universalistes, tandis que d'autres la considèrent comme une TERF (Trans-Exclusionary Radical Feminist).
Se défendant de toute transphobie, Laurence Rossignol n'en est pas moins très critique à l'encontre de ce qu'elle qualifie elle-même de transactivisme. Elle déclare ainsi en 2022 « Il y a une offensive des transactivistes à l’encontre de la diversité des associations féministes. Une offensive pour l’alignement du mouvement féministe sur la conception transactiviste des rapports de genre. » Malgré les commentaires à ce sujet Laurence Rossignol continue d'utiliser ce terme pour défendre cette position et plaide pour une reconnaissance des droits des personnes transgenres qui ne remettent pas en cause la centralité de la condition des femmes,.

## Publication
- Sandrine Rousseau (préf. Claire Serre-Combe, avant-propos d'Emmanuelle Cosse, Clémentine Autain, Cécile Duflot, Marie-Pierre de La Gontrie et Laurence Rossignol), Manuel de survie à destination des femmes en politique, Paris, Les Petits matins, 2015, 107 p. (ISBN 978-2-36383-161-3, BNF 44288808).

## Pour approfondir